# 남아프리카

남아프리카의 국가들

남아프리카(문화어: 남부아프리카)는 아프리카의 남부 지역을 지칭하는 말이다. 앙골라, 나미비아, 보츠와나, 짐바브웨, 잠비아, 모잠비크, 에스와티니, 말라위, 남아프리카 공화국, 레소토, 마다가스카르, 모리셔스 등의 나라가 포함되어 있다.

## 역사
기원전 36억 년 전 지구에서 처음으로 딛고 설 수 있는 땅이 만들어진 지역이다. 1100년 짐바브웨 왕국이 등장하였으며 1497년 포르투갈인 바스코 다 가마가 남아프리카 해역을 건너동아프리카와 인도로 가는 뱃길을 발견하였다. 1652년 네덜란드인들이 현재의 케이프타운에 무역 초소를 세웠으나 1795년 영국에 의해 정복되었다. 1818년 샤카 줄루를 중심으로 한 줄루족이 반투족을 통합하여 줄루 왕국을 건설했고 1879년 1월 22일 줄루 왕국의 왕 케츠와요가 이끄는 2만 명의 병사가 영국과의 전투에서 승리했으나 같은 해 7월 4일 영국군에게 패배했다. 1897년 줄루 왕국은 영국에 의해 합병되었다. 1891년 탕가니카의 헤헤족 추장 음콰마는 독일에 맞서 저항을 시작하였으나 1899년 독일에 잡혀 처형되었고 그의 머리는 베를린으로 보내졌다.

## 같이 보기
- 중앙아프리카
- 동아프리카
- 칼라하리 사막
- 마그레브
- 북아프리카
- 북동아프리카
- 사하라 이남 아프리카
- 서아프리카